# Saint-Barnabé
Saint-Barnabé település Franciaországban, Côtes-d’Armor megyében. Lakosainak száma 1219 fő (2022. január 1.). Saint-Barnabé Bréhan, Rohan, La Chèze, Loudéac, La Prénessaye, Saint-Maudan és Plémet községekkel határos.

## Népesség
A település népessége az elmúlt években az alábbi módon változott:
| Lakosok száma | 877  | 1249 | 1459 | 1272 | 1265 | 1253 | 1249 | 1238 | 1225 | 1219 |
|               | 1968 | 1982 | 1990 | 2006 | 2013 | 2015 | 2017 | 2019 | 2020 | 2022 |